# Divinities: Twelve Dances with God
Divinities: Twelve Dances with God is een soloalbum van Ian Anderson, de voorman van de progressieve rockband Jethro Tull, uitgebracht in 1995. Opvallend is dat dit een geheel instrumentaal album is. Anderson werkte voor dit album intensief samen met de keyboardspeler van Jethro Tull, Andrew Giddings.
EMI-Classics kwam bij Anderson met het idee om een album te maken met een religieus of spiritueel thema. Anderson vond dat een goed idee, maar heeft zijn eigen cynische invulling aan het geheel gegeven. Niet meer dan het idee een album te maken met een dergelijk thema kwam van EMI - Anderson heeft zijn persoonlijke ervaringen met religie (zoals ook op het album Aqualung) en van het rondreizen over de wereld verwerkt in dit album.
Ter illustratie: Jethro Tull trad in 1993 op in India, waar op datzelfde moment in Bombay een serie rellen en bomaanslagen aan meer dan duizend mensen het leven kostte. Dat is ook de realiteit van de invloed van religie op mensen. "It is always brought home to you that religion is alive and kicking, and sometimes kicking pretty hard."

## Introductie door Ali Aziz
Op uitnodiging van EMI Records (Classical Division) was dit album opgenomen op verschillende data gedurende 1994, tussen Jethro Tull tournees.
Gefocust op de dwarsfluit voor zowel het schrijven als spelen van deze muziek, verbindt Ian Anderson zichzelf voor de eerste keer aan het opnemen van instrumentale en orkestrale muziek, zijn interesse verdiepend in de verschillen in religieuze en culturele invloeden.
Muziek als viering is het sleutelwoord hier: helder gekleurd door elementen van improvisatie, echoot dit materiaal de vele diverse en soms conflicterende spirituele verlangens die mogelijk de rondreizende middle-aged muzikant kwelt op zijn continue reis langs 's werelds podia.
Blijkbaar was het ook vrij leuk om te spelen.

## Nummers
1. In A Stone Circle
2. In Sight Of The Minaret
3. In A Black Box
4. In The Grip Of Stronger Stuff
5. In Maternal Grace
6. In The Moneylender's Temple
7. In Defence Of Faiths
8. At Their Father's Knees
9. En Afrique
10. In The Olive Garden
11. In The Pay Of Spain
12. In The Times Of India (Bombay Valentine)

## Line-up
- Ian Anderson (dwarsfluit, altdwarsfluit, bansuri, Ierse fluit, fluiten)
- Andrew Giddings (keyboards)

Gastmuzikanten:
- Doane Perry (percussie)
- Dougles Mitchell (klarinet)
- Christopher Cowie (hobo)
- Jonathon Carrey (viool)
- Nina Gresin (cello)
- Randy Wigs (harp)
- Sid Gander (hoorn)
- Dan Redding (trompet)